# Midway Point
Midway Point ist eine Kleinstadt und Vorort von Hobart im Südosten des australischen Bundesstaates Tasmanien, 31 km nordöstlich des Stadtzentrums von Hobart. Sie gehört zum Local Government Area Sorell Municipality und liegt auf einer kleinen Halbinsel zwischen der Meeresbucht Pitt Water im Westen und der Orielton Lagoon im Osten. Im Jahr 2016 lebten hier 2.859 Personen.
Midway Point bildet die Mitte der Überquerung des Pitt Water durch den Tasman Highway (A3) über die McGees Bridge und den Sorell Causeway, daher der Name. Über die McGees Bridge ist die Stadt mit dem Hobart International Airport verbunden und über den Sorell Causeway mit Sorell.
In den letzten Jahren wurde Midway Point als Schlafstadt für Berufspendler nach Hobart beliebt.